# Billboard Girl
Billboard Girl – krótkometrażowy amerykański film edukacyjny z 1932 roku z udziałem Binga Crosby’ego w reżyserii Lesliego Pearce. Jest to czwarty z sześciu krótkometrażowych filmów, w których grał Crosby.

## Obsada
- Bing Crosby jako Bing
- Marjorie “Babe” Kane jako Mary Malone
- Dick Stewart jako Jerry
- Jimmy Eagles jako Freddie
- Lincoln Stedman jako Whitney
- George Pearce jako pan Malone